# Barrio Emilio Mitre

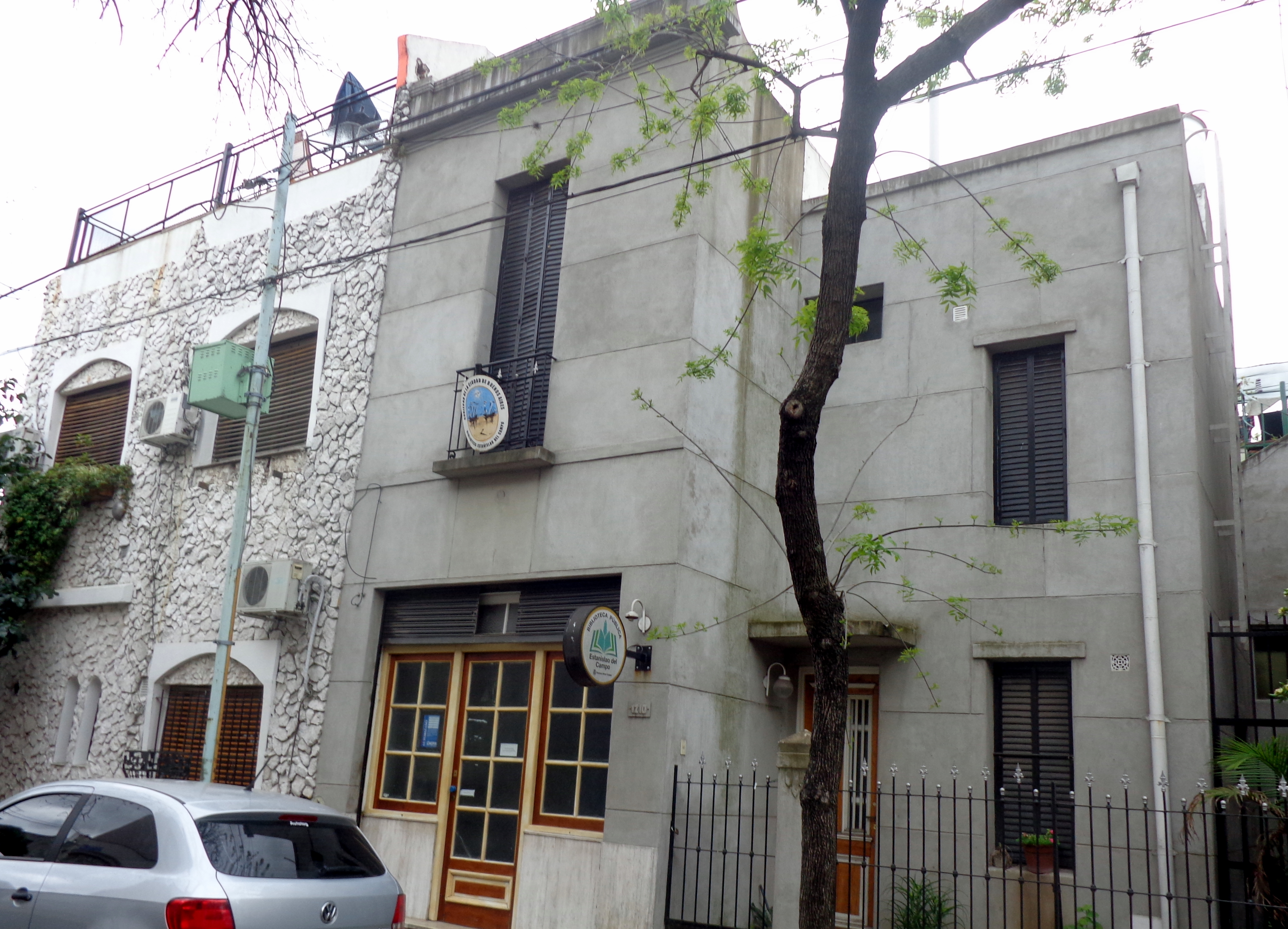
Biblioteca Estanislao del Campo, en la calle de las Artes, en el Barrio Emilio Mitre

El Barrio Emilio Mitre es uno de los barrios no oficiales de la ciudad de Buenos Aires, Argentina. Jurídicamente forma parte del barrio de Parque Chacabuco.
Fue inaugurado en 1923 y se encuentra delimitado por Avenida Asamblea y las calles Zuviría, Emilio Mitre, y Del Barco Centenera.

## Historia
Hacia los años 1910 el problema de la vivienda obrera en la creciente capital argentina no solo intentaba ser solucionado por cooperativas como El Hogar Obrero (1905), sino que ya había llegado a ser preocupación del Estado. En 1915 una ley impulsada por el diputado Juan Cafferata creó la Comisión Nacional de Casas Baratas (CNCB), que inauguró en 1919 su primera casa colectiva, y en 1921 su primer barrio obrero.

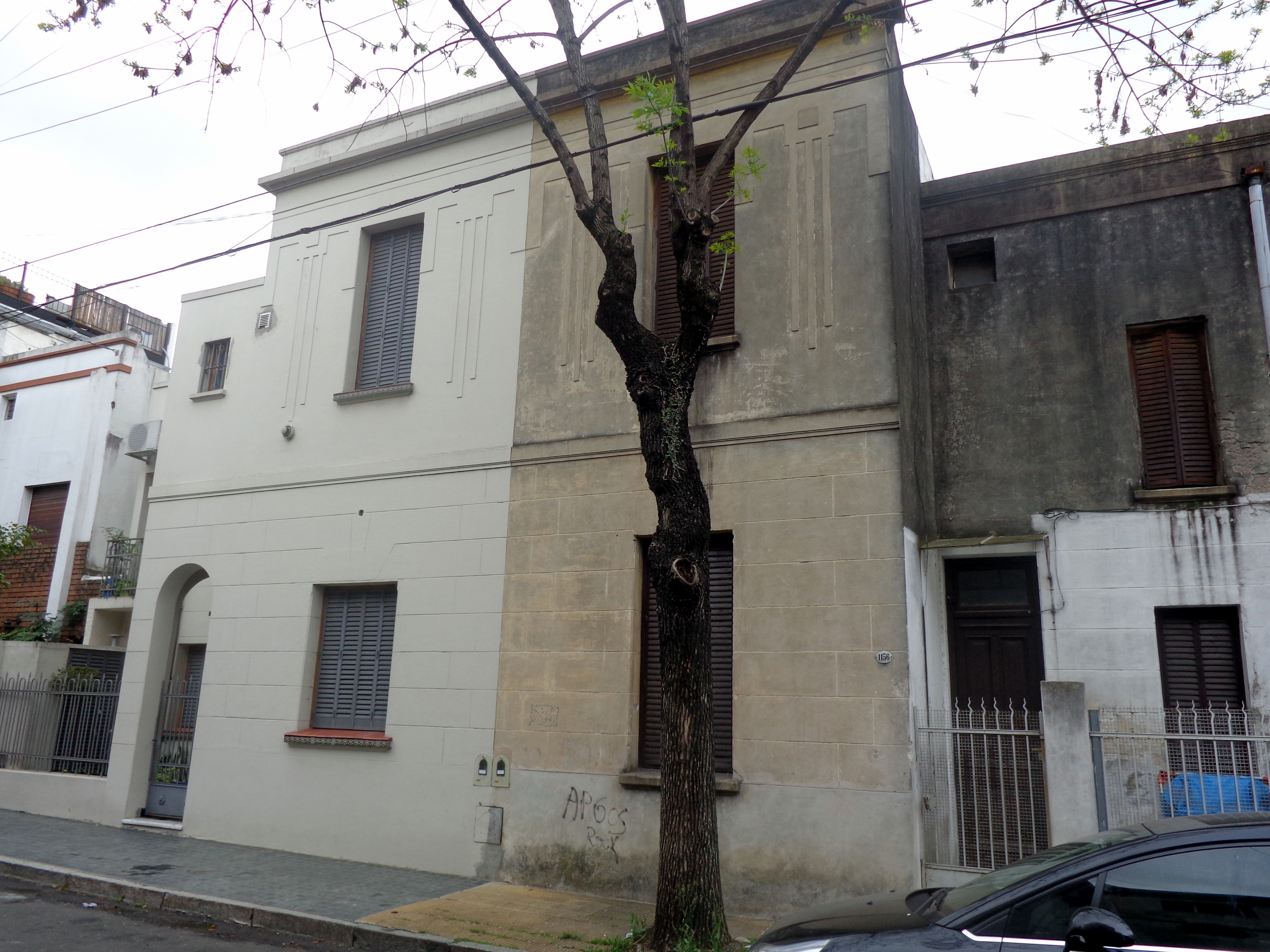
Casa original típica.

Por otra parte, la Municipalidad de la Ciudad de Buenos Aires contrató a la Compañía de Construcciones Modernas para que llevara adelante las obras de una serie de barrios que se caracterizarían por sus pasajes y sus manzanas angostas y alargadas. El primero de ellos fue comenzado en 1917 con la apertura de calles en un gran predio adyacente al Parque Chacabuco, para comenzar luego la construcción de un conjunto de viviendas obreras, destinadas a personal del Banco Municipal. La mayor parte de los lotes posee 8,66 x 8,66 metros de superficie. El barrio fue terminado hacia 1923, y sus pasajes recibieron nombres que recuerdan a conceptos del iluminismo que tuvieron su auge durante el siglo XIX, como "Del Comercio", "De las Ciencias", "De las Artes", "Del Progreso" o "De las Garantías".
Con el paso de los años y el cambio de dueños de las diversas propiedades, sumado a la alta movilidad social que tenía la sociedad porteña en la primera mitad del siglo XX que ayudó a los propietario de las viviendas del barrio a alcanzar mejores situaciones económicas; la mayoría de las construcciones del Barrio Emilio Mitre fueron siendo remodeladas, modernizadas y ampliadas según el gusto personal. De esta forma, en la actualidad pocas casas del barrio sobreviven con su aspecto exterior original.